# Piper aulacospermum
Piper aulacospermum är en pepparväxtart som beskrevs av Callejas. Piper aulacospermum ingår i släktet Piper och familjen pepparväxter. Inga underarter finns listade i Catalogue of Life.